# BMW X2
BMW X2 — среднеразмерный кроссовер от немецкого автопроизводителя BMW. Автомобиль был представлен в 2016 году в Париже. Серийно автомобиль производится с октября 2017 года. На рынки автомобиль поставляется с марта 2018 года.

## Первое поколение
Автомобиль BMW X2 базируется на той же платформе, что и Mini Countryman, а также BMW X1. Длина колёсной базы варьируется до 2670 мм.
Модель собирается в немецком городе Регенсбург, параллельно с BMW X1. Автомобиль производится с полноприводной компоновкой xDrive.
В Северной Америке автомобиль производится с переднеприводными компоновками sDrive28i и xDrive28i.
С января 2020 года производится гибридный автомобиль BMW xDrive 25e, а с сентября того же года производится спортивный автомобиль Mesh Edition.

### Модификации
- BMW M Sport[12][13].
- BMW M Sport Xtrim[14][15][16].
- BMW Concept X2 — концепт-кар.

### Галерея

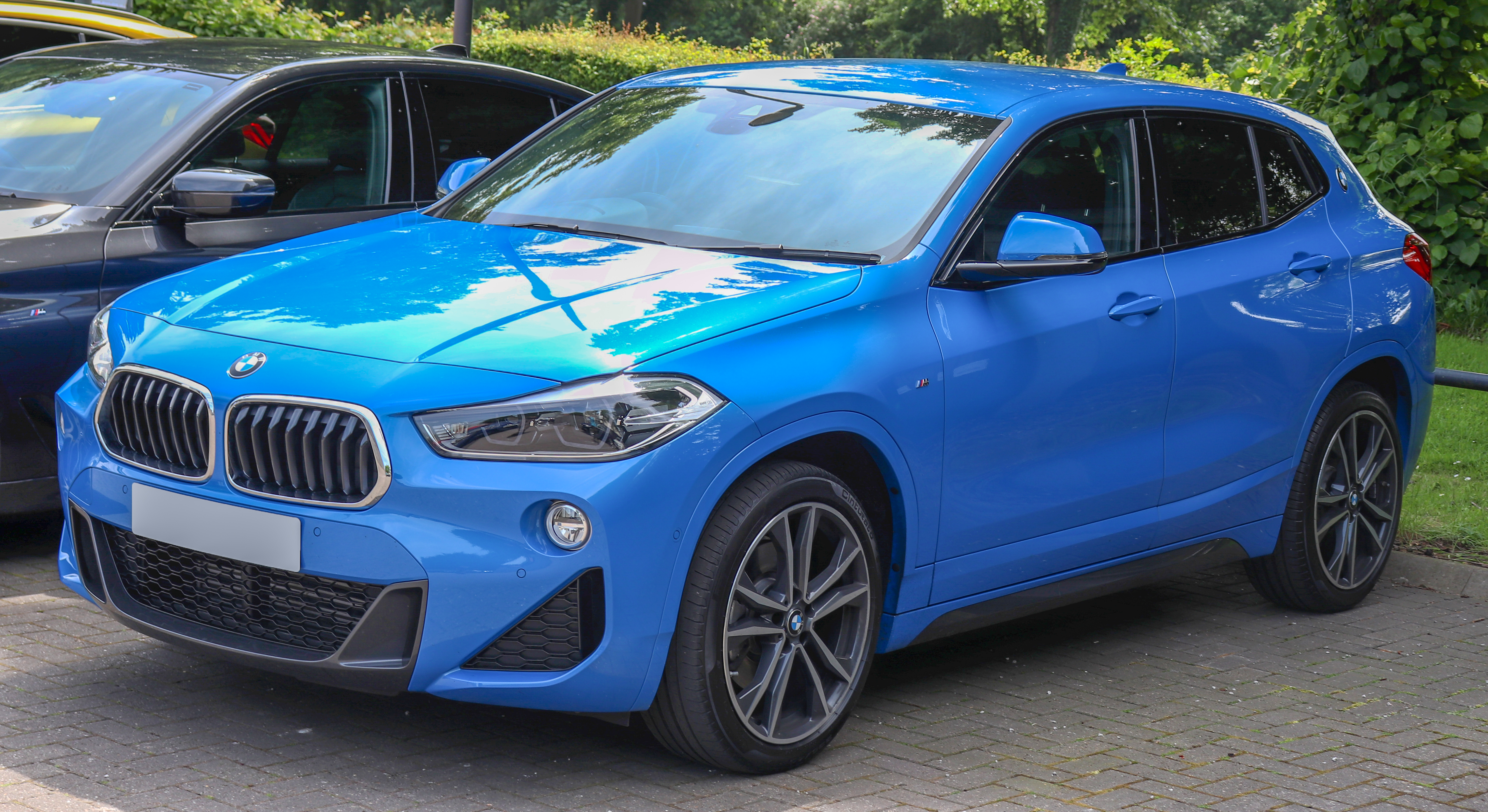
BMW X2 xDrive20d M Sport
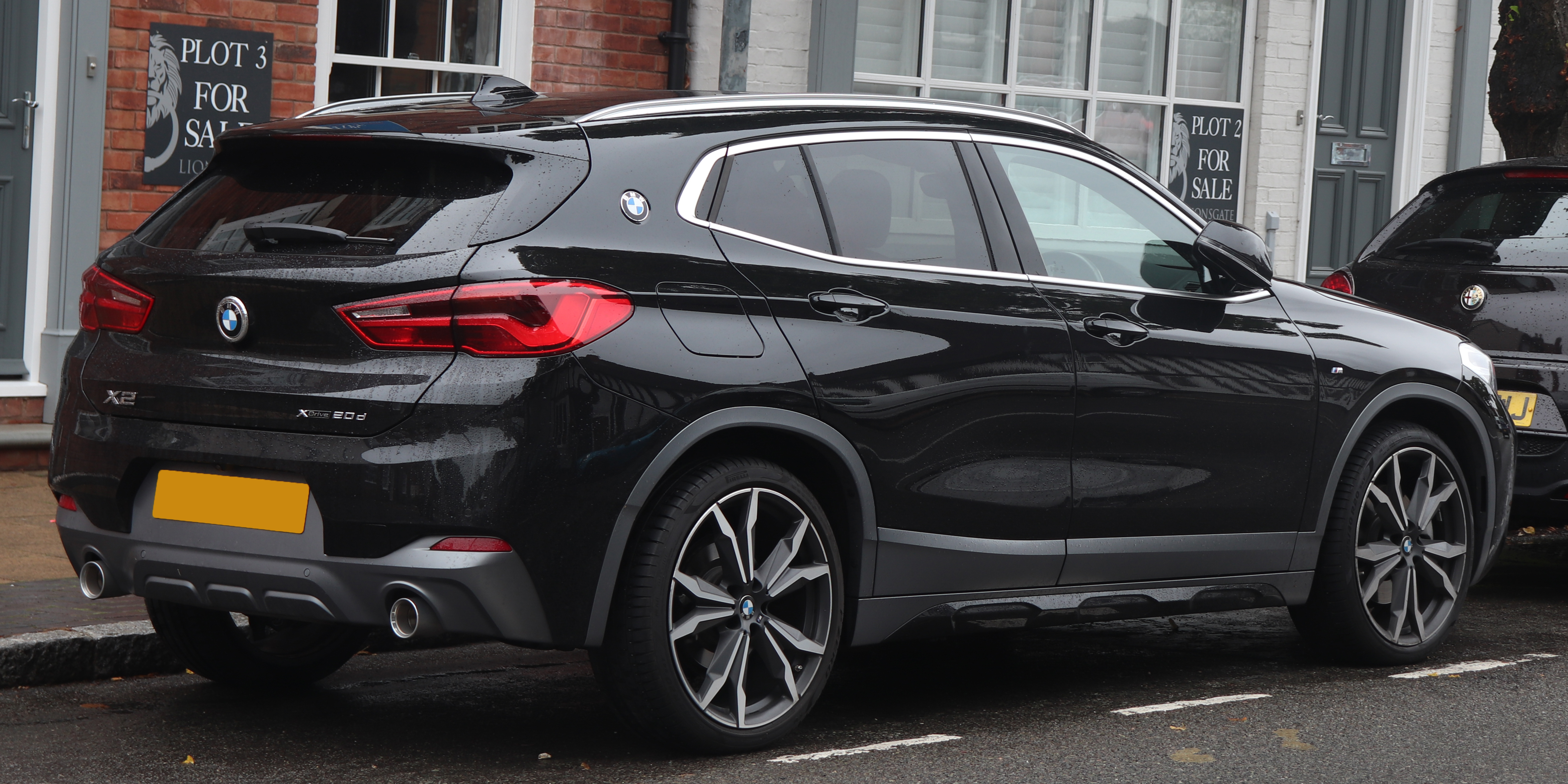
BMW X2 xDrive20d M Sport
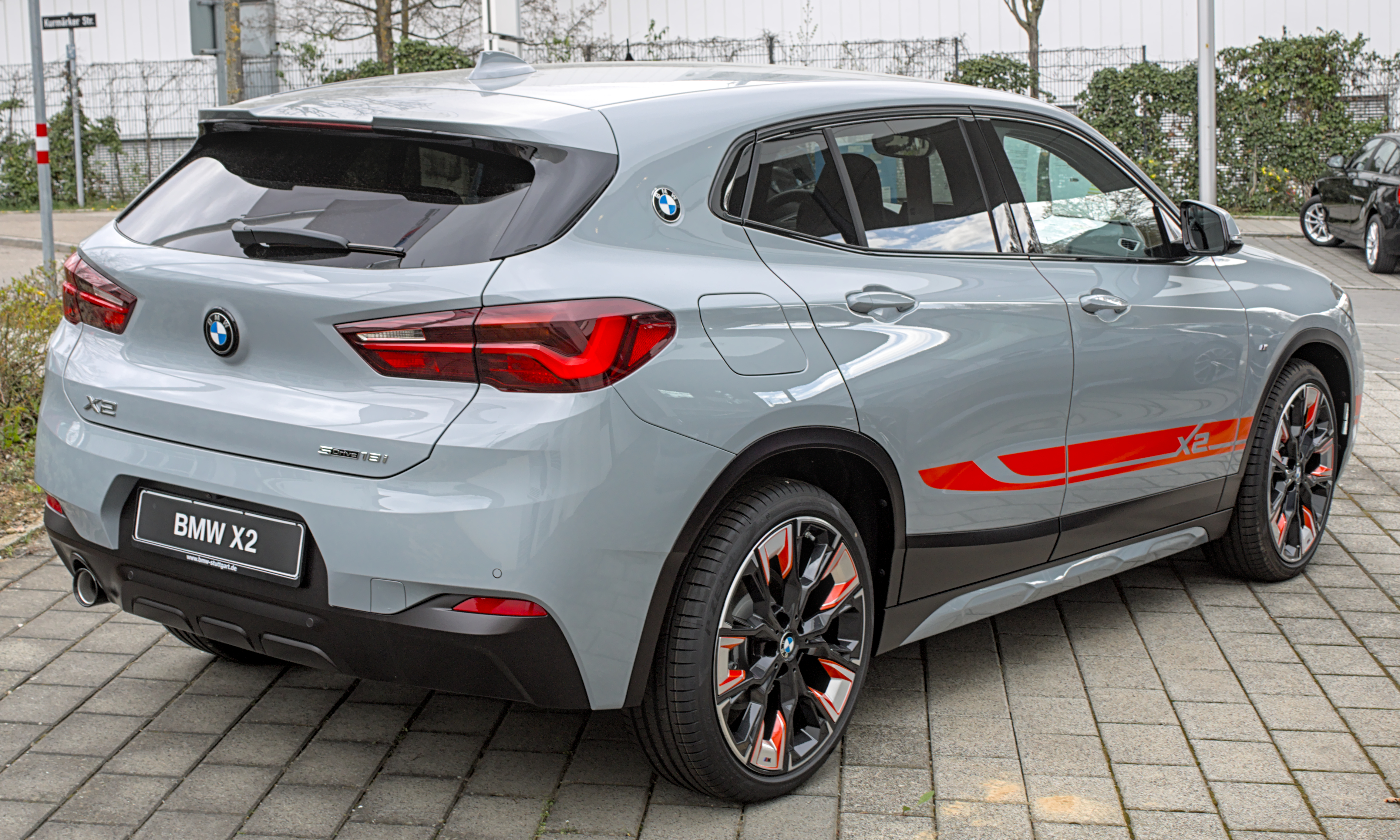
BMW X2 sDrive18i M Mesh Edition
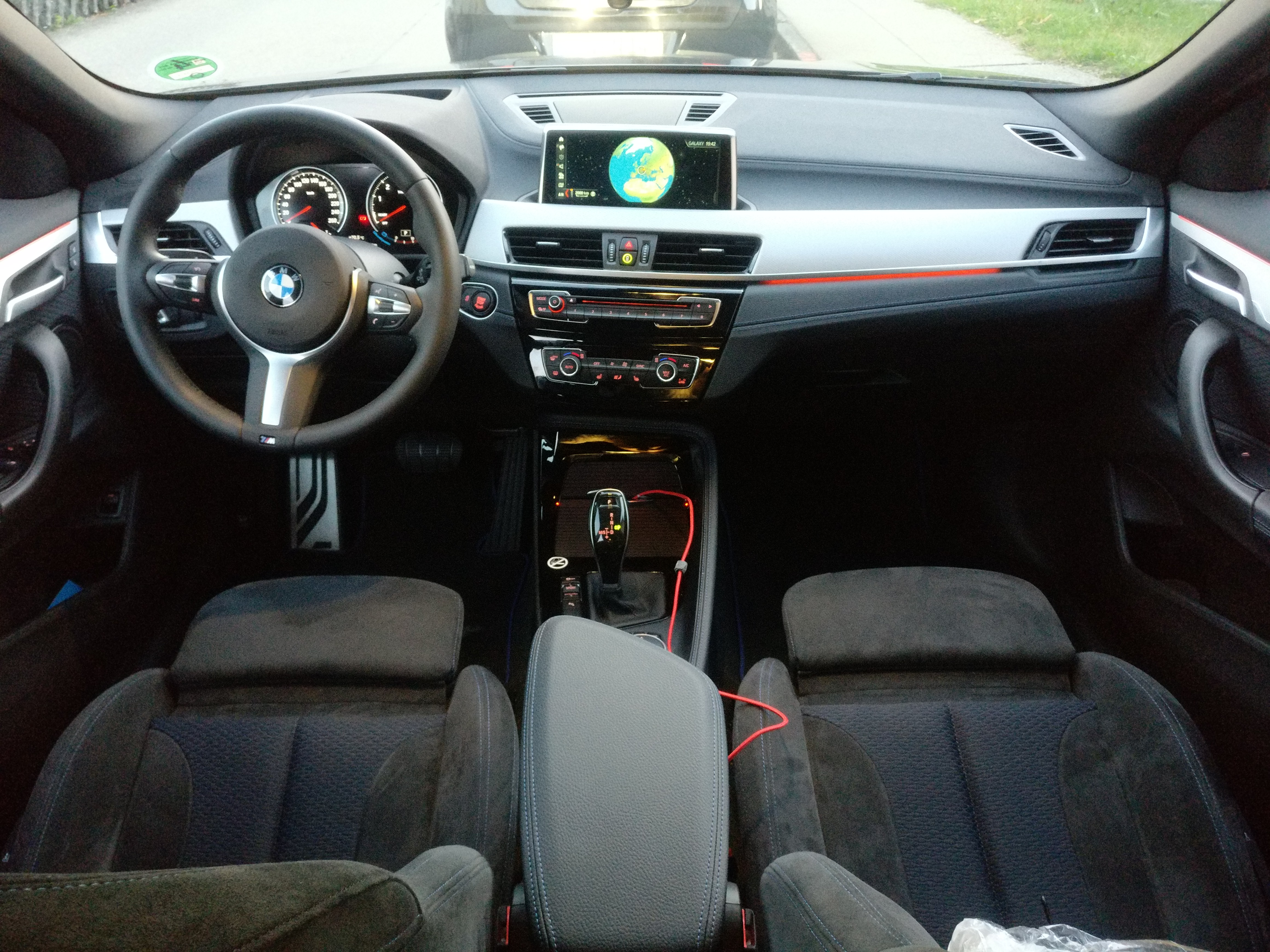
Место водителя
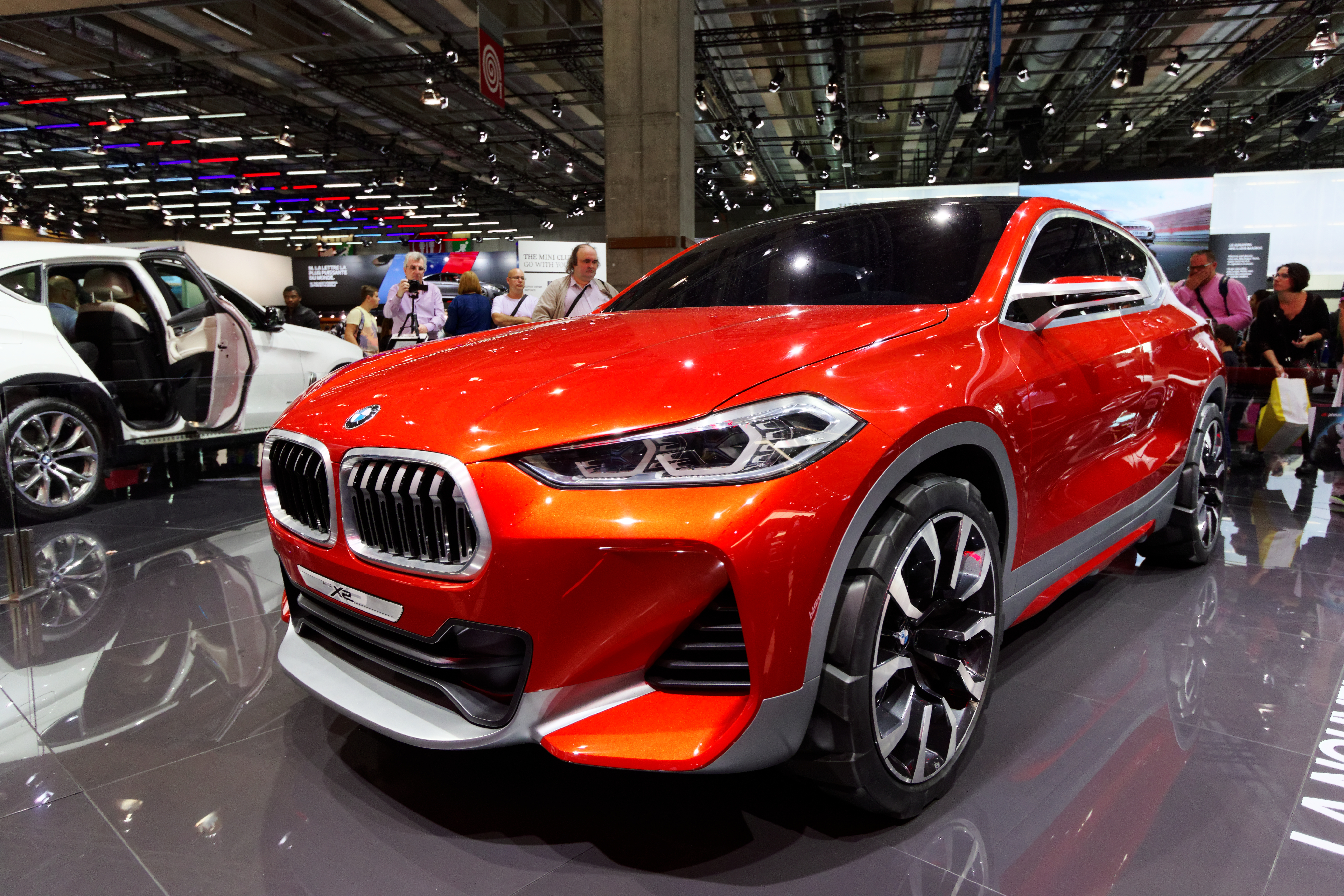
BMW concept X2
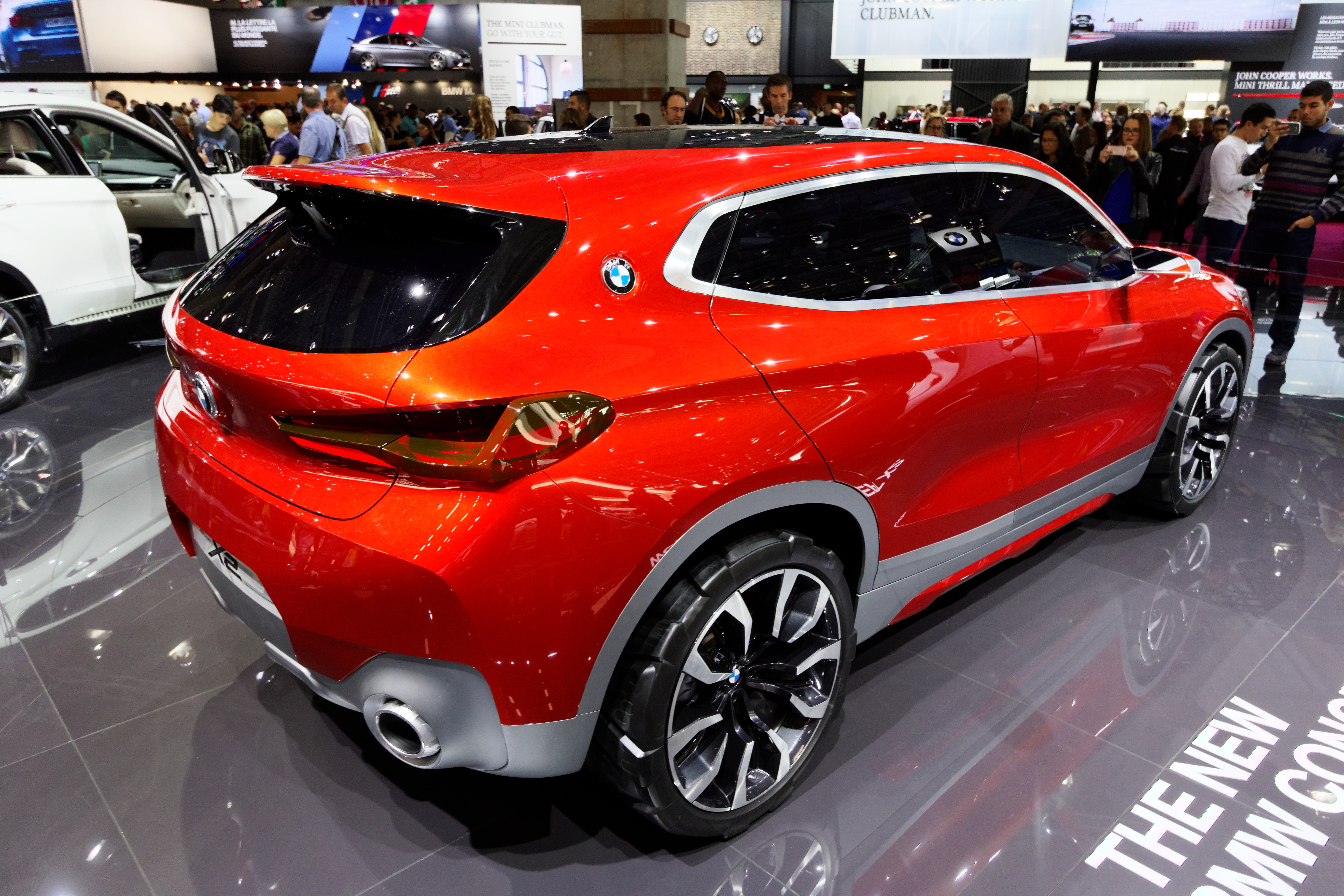
BMW concept X2

### Двигатели

#### Бензиновые двигатели внутреннего сгорания
| Модель    | Годы производства | Турбонаддув              | Мощность                                 | Крутящий момент              | Разгон до 100 км/ч (62 миль/ч) |
| --------- | ----------------- | ------------------------ | ---------------------------------------- | ---------------------------- | ------------------------------ |
| sDrive18i | С 2018            | BMW B38                  | 103 кВт (140 л. с.) при 4600—6500 об/мин | 220 Н*м при 1480—4200 об/мин | 9,6 сек.                       |
| sDrive20i | С 2018            | BMW B48                  | 141 кВт (192 л. с.) при 5000—6000 об/мин | 280 Н*м при 1350—4600 об/мин | 7,4 сек.                       |
| xDrive25e | С 2020            | BMW B38+электродвигатель | 168 кВт (228 л. с.)                      | 385 Н*м                      | 6,8 сек.                       |
| xDrive25i | С 2018            | BMW B48                  | 170 кВт (231 л. с.) при 5000 об/мин      | 350 Н*м при 1250—4500 об/мин | 6,5 сек.                       |
| M35i      | С 2018            | BMW B48                  | 225 кВт (306 л. с.) при 5000—6250 об/мин | 450 Н*м при 1750—4500 об/мин | 4,7 сек.                       |

#### Дизельные двигателивнутреннего сгорания
| Модель    | Годы производства | Турбонаддув | Мощность                            | Крутящий момент              | Разгон до 100 км/ч (62 миль/ч) |
| --------- | ----------------- | ----------- | ----------------------------------- | ---------------------------- | ------------------------------ |
| sDrive16d | С 2019            | BMW B37     | 85 кВт (116 л. с.) при 4000 об/мин  | 270 Н*м при 1750—2250 об/мин | 11,5 сек.                      |
| sDrive18d | С 2018            | BMW B47     | 110 кВт (150 л. с.) при 4000 об/мин | 350 Н*м при 1750—2500 об/мин | 9,3 сек.                       |
| xDrive20d | С 2018            | BMW B47     | 140 кВт (190 л. с.) при 4000 об/мин | 400 Н*м при 1750—2500 об/мин | 7,7 сек.                       |
| xDrive25d | С 2018            | BMW B47     | 170 кВт (231 л. с.) при 4400 об/мин | 450 Н*м при 1500—3000 об/мин | 6,7 сек.                       |

### Продажи
| Год  | Произведено | Продажи | Продажи | Продажи |
| Год  | Произведено | Европа  | США     | Россия  |
| ---- | ----------- | ------- | ------- | ------- |
| 2017 |             | 245     |         | —       |
| 2018 | 67576       | 36484   | 16154   | 835     |
| 2019 | 91812       | 45126   | 11293   | 894     |
| 2020 | 74229       | 32745   | 7387    | 693     |